# 澳門巴士C02路線
澳門巴士C02路線是已取消的路線，由應變協調中心開設，由澳巴營運，往返澳門醫務界聯合總會綜合診所（南岸花園）和社區治療中心（澳門蛋）。

## 簡介及歷史
- 2022年12月11日，新型冠狀病毒感染應變協調中心為方便感染者前往位於澳門蛋的社區治療中心就診，於12月12日及13日安排8個接載點的巴士專線，乘坐對象為對核酸單管檢測陽性或自測抗原陽性人士，且未具條件自行前往社區治療中心（澳門蛋）。[1][2][3][4][5]
- 2022年12月16日，巴士專線更名為“社區治療中心及社區門診專線”，所有專線由單向線調整為循環線。[6][7][8]
- 2023年1月8日，因應疫情過渡期結束，本線結束營運。[9]

## 使用車輛
- 宇通ZK6902HG
（由新型冠狀病毒感染應變協調中心租賃澳巴非營運車輛行駛）

## 路線資料

### 收費
- 免費（供COVID-19核酸單管檢測陽性或快速抗原檢測陽性人士乘坐）

### 服務時間及班距
| 服務時間                                | 每天          |               |
| --------------------------------------- | ------------- | ------------- |
| 澳門醫務界聯合總會綜合診所 （南岸花園） | 10:00 - 22:00 | 10:00 - 22:00 |
| 班距                                    | 60分鐘        |               |

### 路線停站
| C02  | 澳門醫務界聯合總會綜合診所（南岸花園） ↺ 社區治療中心（澳門蛋） | 澳門醫務界聯合總會綜合診所（南岸花園） ↺ 社區治療中心（澳門蛋） | 澳門醫務界聯合總會綜合診所（南岸花園） ↺ 社區治療中心（澳門蛋） |
| 序號 | 循環線                                                          | 循環線                                                          | 循環線                                                          |
| 序號 | 站號                                                            | 站名                                                            | 社區門診／社區治療中心                                          |
| 1    | L901                                                            | 澳門醫務界聯合總會綜合診所 （南岸花園）                         | 澳門醫務界聯合總會綜合診所 （南岸花園）社區門診                 |
| 2    | L902                                                            | 氹仔三家村 （近波爾圖街行人走廊）                               | 三家村社區門診                                                  |
| 3    | L903                                                            | 社區治療中心 （澳門蛋）                                         | 感染者社區治療中心                                              |
| 4    | L904                                                            | 賽馬會                                                          |                                                                 |
| 5    | L901                                                            | 澳門醫務界聯合總會綜合診所 （南岸花園）                         | 澳門醫務界聯合總會綜合診所 （南岸花園）社區門診                 |

## 客量
- 2022年12月12日上午10時許，在三家村接載點有四名人士侯車並安排乘坐C02社區治療中心巴士專線前往社區治療中心（澳門蛋）。[10]

## 外部連結
- 澳門公共汽車股份有限公司（官方網站） （页面存档备份，存于）